# Стадион Кингсмид
Стадион Кингсмид — бывшая спортивная площадка для собачьих бегов, мотоциклетных гонок и футбольных матчей в Кентербери.
Стадион был закрыт и снесен в 1999 году, уступив место жилой застройке.

## Основание
Стадион был построен на месте мусорной свалки, расположенной между рекой Стаур, которая текла к северу и югу от стадиона. Вход в стадион находился с западной стороны Кингсмид-роуд. Первый футбольный матч здесь состоялся 30 августа 1958 года. Стадион использовался футбольным клубом Кентербери-Сити, а вскоре также стал и спортивной трассой.

## Спортивная трасса
18 мая 1968 года была открыта скоростная трасса. Местные жители долго жаловались на шум мотоциклов, поэтому в октябре 1987 года местному объединению мотогонщиков пришлось самораспуститься, поскольку Городской совет отказался продлевать договор аренды земельного участка под стадионом на старых условиях.

## Собачьи бега
В августе 1987 года, несмотря на первоначальные проблемы с трассой, на стадионе начали регулярно проводиться собачьи бега.

## Закрытие
В 1995 году стадиону было отказано в выдаче лицензии на заключение спортивного пари, что вынудило сотрудников выступить с протестом. Лицензия была в конечном счете выдана, однако трения с Городским советом продолжились. План программы развития стадиона был отвергнут и вместо этого он был полностью закрыт и вскоре снесен для того, чтобы освободить место для строительства жилых домов.